# Emilio Gino Segrè
Emilio Gino Segrè (Tivoli, 1 de fevereiro de 1905 — Lafayette, 22 de abril de 1989) foi um físico italiano.
Foi laureado com o Nobel de Física em 1959, pela descoberta do antipróton.
Entrou na Universidade La Sapienza em 1922, como estudante de engenharia, donde mudou para física, sendo o primeiro aluno doutorado de Enrico Fermi. Depois de cumprir o serviço militar no exército italiano, voltou à universidade como assistente, passando depois a professor associado de física. Estudou as propriedades do nêutron e desenvolveu um método químico para divisão de átomos isômeros. Mudou-se para os Estados Unidos em 1938, para pesquisar no Lawrence Radiaton Laboratory da Universidade da Califórnia. Naturalizou-se (1944) quando já era chefe de grupo no Projecto Manhattan, em Los Alamos (1943-1946), onde trabalhou novamente com Fermi, no desenvolvimento da bomba atômica. Professor de física na University of California (1945-1972), passou a trabalhar com Owen Chamberlain, seu colega de universidade, e juntos demonstraram a existência dos antiprótons (1955), um próton com carga negativa em vez da habitual carga positiva, utilizando um bevatron, um poderoso acelerador de partículas do Lawrence Radiation Laboratory. Esta descoberta foi um passo importante para a determinação da estrutura da matéria e da natureza do universo, e proporcionou a ambos o Nobel de Física (1959). Também foi descobridor de elementos como o astato e o isótopo plutônio-239.

## Livros
- Collected Papers of Enrico Fermi Italy, 1921-38 (Por Enrico Fermi e Emilio Segre, Hardcover - Jun 1962)
- Enrico Fermi, Physicist (Por Emilio Segre, Paperback - Aug 1 1995)
- Marconi (Por Frank D. Stella, Giancarlo Masini, e Emilio Segre, Paperback - Jan 1999)
- A Mind Always in Motion: The Autobiography of Emilio Segre (Por Emilio Segre, Hardcover - Oct 7 1993)
- From Falling Bodies to Radio Waves by Emilio Segre (Paperback - Aug 1984)
- From X-Rays to Quarks: Modern Physicists and Their Discoveries (Por Emilio Segre, Paperback - Oct 1980)